# Torre Massimiliana
La Torre Massimiliana è un tipo di fortificazione militare risalente al XIX secolo e utilizzata nei territori dell'impero Asburgico.

## Caratteristiche
Si tratta di costruzioni dalla caratteristica forma circolare, generalmente a due o tre piani, volte ad ospitare svariati pezzi d'artiglieria (fondamentalmente si può definirle delle casematte). Le bocche di fuoco, in genere una dozzina, erano disposte lungo tutto il perimetro della fortezza, garantendo così una copertura a 360°.
Solitamente il piano terra, più spazioso, era volto ad ospitare il magazzino e la guarnigione, mentre i cannoni erano posti al piano più alto: nelle torri a tre piani la guarnigione era ospitata nel piano intermedio.
Di norma le torri non erano costruzioni singole nel territorio ma venivano innalzate in vario numero attorno al perimetro della città (vedi ad esempio il sistema difensivo di Verona).

Le torri di Verona in una foto d'epoca

## Storia
L'origine delle torri Massimiliane viene fatto risalire ad un'idea dell'arciduca Massimiliano d'Asburgo-Este, generale dell'artiglieria dell'esercito austro-ungarico, che negli anni trenta dell'Ottocento innalzò alcune fortezze attorno alla città di Linz con lo scopo di difendere il territorio austriaco da un'eventuale aggressione: per questo tale modello di costruzione venne definita "torre Massimiliana".
L'idea venne mutuata dal generale Radetzky, allora governatore del Regno Lombardo-Veneto, che diede ordine di costruirne in varie città del territorio italiano occupato (come Verona, Venezia, Trieste e Rovigo) nonché di creare un ampio sistema difensivo tra Peschiera del Garda, Verona, Mantova e Legnago, che prese il nome di "Quadrilatero".
Altre torri Massimiliane vennero costruite in altre aree dell'impero, come Pola, Ragusa, Cracovia e Leopoli. 
Sembra tuttavia che questo sistema difensivo non si rivelò molto efficace: durante un test voluto dallo stesso arciduca Massimiliano, una torre venne facilmente distrutta dall'artiglieria pesante, tant'è che non venne più utilizzato a partire dalla seconda metà del secolo.

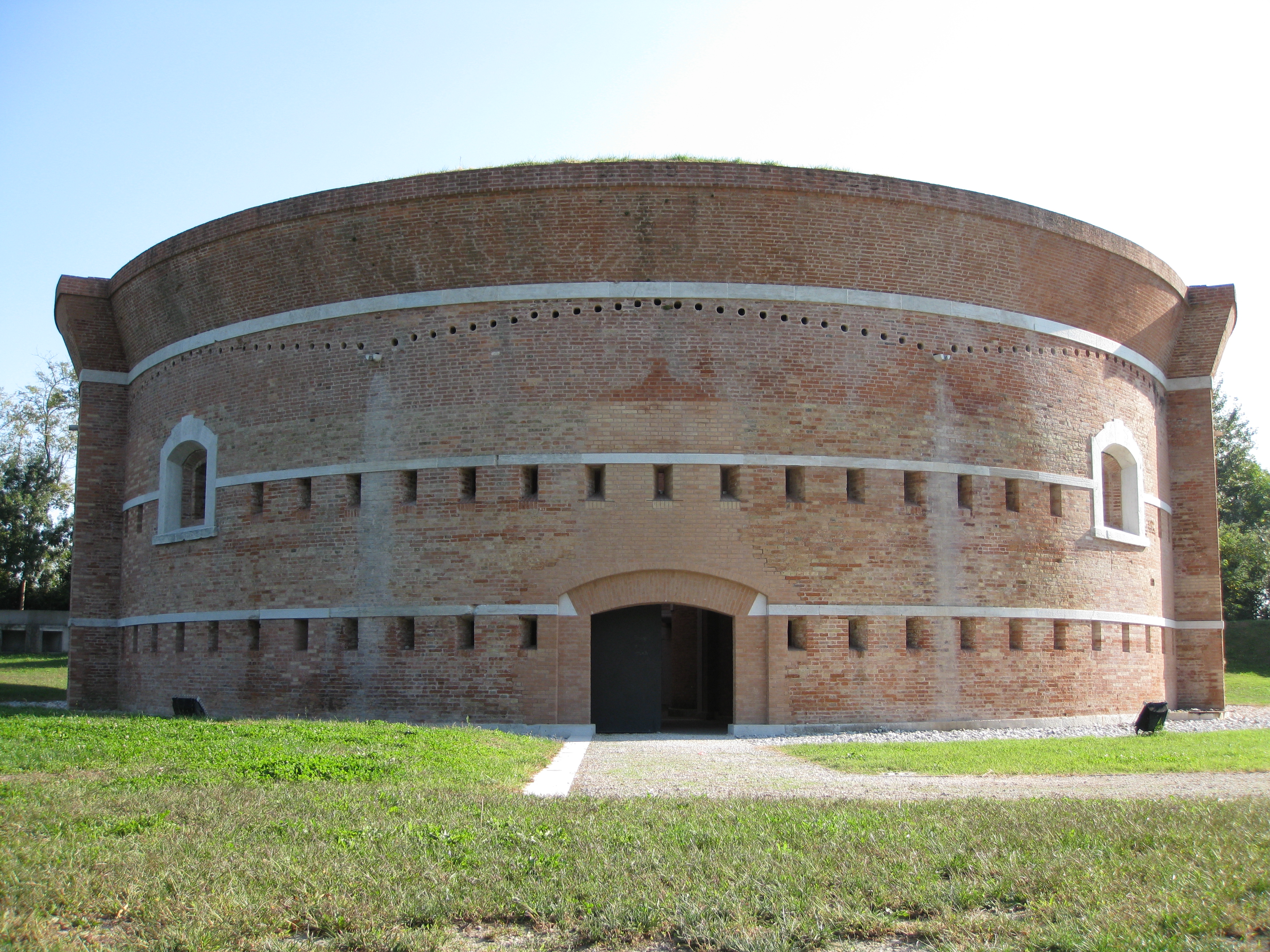
La torre Massimiliana sull'isola di Sant'Erasmo, vicino a Venezia

## Torri attualmente esistenti
- torre Massimiliana a Venezia, presso l'isola di Sant'Erasmo
- torri Massimiliane a Verona
- 19 torri delle 32 costruite attorno al perimetro di Linz, alcune in rovina